# Saussurea fulcrata
Saussurea fulcrata là một loài thực vật có hoa trong họ Cúc. Loài này được Khokhr. & Vorosch. miêu tả khoa học đầu tiên năm 1970.